# Chrysomphalus variabilis
Chrysomphalus variabilis är en insektsart som beskrevs av Mckenzie 1943. Chrysomphalus variabilis ingår i släktet Chrysomphalus och familjen pansarsköldlöss. Inga underarter finns listade i Catalogue of Life.